# Conservula anodonta
Conservula anodonta är en fjärilsart som beskrevs av Achille Guenée 1852. Conservula anodonta ingår i släktet Conservula och familjen nattflyn. Inga underarter finns listade i Catalogue of Life.